# 白细胞介素-11
白细胞介素-11（缩写IL-11，也称为“脂肪形成抑制因子”，adipogenesis inhibitory factor，缩写AGIF）是一种细胞因子，由人类基因 IL11 编码，与细胞表面的白细胞介素-11受体结合发挥作用。